# Hričovské Podhradie
Hričovské Podhradie (Hongaars: Ricsóváralja) is een Slowaakse gemeente in de regio Žilina, en maakt deel uit van het district Žilina.
Hričovské Podhradie telt 382 inwoners.